# A Hora
A Hora é um filme brasileiro, de Paulo Leão, criado em 2013 para a campanha nacional Em Briga de Marido e Mulher Se Mete a Colher, sobre o tema da violência doméstica.

## Sinopse
O filme recria uma realidade cotidiana, onde uma mulher é constantemente vítima de humilhações por parte do marido, até que, cansada desta situação e temendo um aumento no grau da violência, decide seguir novos caminhos.
| “ | A Hora é aquele momento em que a mulher sofre humilhações no relacionamento, toma atitude e sai de casa... Paulo Leão, Concorrentes ao Prêmio Avon. | ” |

## Lançamento e carreira
O lançamento foi em 2013, na campanha Em Briga de Marido e Mulher Se Mete a Colher, do Instituto Avon, onde foi indicado aos Prêmios de Melhor Filme pelo Juri e de Melhor Filme pelo Voto Popular. Posteriormente A Hora seguiu em exibição em plataformas de streamming.

## Prêmios e indicações
| Ano  | Prêmio      | Categoria                | Posição   | Resultado |
| ---- | ----------- | ------------------------ | --------- | --------- |
| 2013 | Prêmio Avon | Melhor Filme - Juri      | Finalista | Indicado  |
| 2013 | Prêmio Avon | Melhor Diretor - Público | Finalista | Indicado  |